# Lepanthes lanceolata
Lepanthes lanceolata är en orkidéart som beskrevs av Henry August Hespenheide. Lepanthes lanceolata ingår i släktet Lepanthes och familjen orkidéer. Inga underarter finns listade i Catalogue of Life.